# Varicopeza crystallina
Varicopeza crystallina is een slakkensoort uit de familie van de Cerithiidae. De wetenschappelijke naam van de soort is voor het eerst geldig gepubliceerd in 1881 door Dall als Cerithiopsis crystallina.